# Алкестида
„Алкестида“ (на старогръцки: Ἄλκηστις) е старогръцка трагедия, написана от поета и драматург Еврипид. За първи път е представена на драматично състезание по време на Дионисиите в Атина през 438 г. пр.н.е. като последната част от тетралогия (несвързани взаимно една с друга творби). Като резултат той печели второ място.
„Алкестида“ е най-старата запазена Еврипидова творба, макар че то пише пиеси дълги години преди нея. В трагедията поетът използва познатия от гръцката митология персонаж на Алкеста (Алкестида) – дъщеря на Пелий, която жертва живота си, за да спаси съпруга си Адмет. Гостуващият по това време Херакъл побеждава в схватка демона на смъртта и връща Алкеста към живот.

## Митология
Аполон трябвало да се очисти от греха си за убийството на Питон, и така Зевс изпратил Аполон за осем години при царят на Тесалия – Адмет. Там богът на музиката и танците трябвало да пасе царските стада. Докато траела службата му, Аполон се радвал на добро отношение от Адмет, и в желанието да му се отблагодари помогнал на царя да получи ръката на Пелиевата дъщеря Алкестида. Но Аполон не сторил само това – по негова молба мойрите отредили, че Адмет може да живее вечно и ще избегне смъртта, ако някой се съгласи да отиде в подземното царство на негово място. Когато дошъл часът на смъртта му, нито родителите му, нито жителите на Фера се съгласили да го заместят. Единствено съпругата му Алкестида се жертвала и заела неговото място в подземното царство.

## Сюжет
„Алкестида“ е творба за жертвеността на една вярна съпруга. В рамките на атическата трагедия се разгръща историята на Алкестида, жертвала живота си за своя съпруг Адмет, заемайки неговото място в подземното царство. След тежката раздяла на героинята със своите близки и заръките към своя съпруг, тя затваря своите очи и богът на смъртта (Танатос) я отнема. Докато още текат приготовленията за нейното погребение, Адмет е посетен от свой приятел – Херакъл. В желанието си да не се покаже като негостоприемен, Адмет скрива от Херакъл смъртта на своята любима и го приема като гост в своя дом. Но не след дълго Херакъл узнава от слуга за трагедията сполетяла Фера и решава да не остава безучастен, а да върне Адметовата съпруга от света на мъртвите. След като се скрива в гробницата на царицата, той дочаква идването на Танатос. Последва тежка битка, в която Херакъл успява да прояви надмощие над Смъртта и взема Алкестида. Когато я връща в двореца, героят я покрива с воал и под претекст, че тя е придобита след тежка битка, моли Адмет да я въведе в своя дворец. И скоро царят на Фера разбира, че това не е друга, а собствената му съпруга.
Пролог – диалог между Аполон и Смъртта, в който богът убеждава Смъртта да вземе тялото на Алкестида. И въпреки че Смъртта обвинява Аполон за неговите „хитри номера“, накрая склонява царицата на Фера да замени Адмет. Но при условие, че веднага без минута отлагане той отреже с меча си кичур от косата и (равностойно на отнемане на живота).
Парод – хорът, състоящ се от петнадесет мъже от Фера, предвождани от корифея, излиза на сцената. Той оплаква траурната ситуация и се отрича от търсене на надежда.
Епизодите в старогръцката трагедия са оформени от играта на актьорите. Те са прекъсвани от хоровите песни, наречени „Стазими“.
- Първи епизод започва с влизането на слугинята, обляна в сълзи. Тя заявява, че царицата е едновременно жива и мъртва. В кратък диалог с хор-лидера се разбира, че Алкестида е на ръба на смъртта. Слугинята разказва за приготовленията за смъртта на вярната Адметова съпруга.

Тя била умила тялото си, след което сложила погребални дрехи и се накичила с украшения. Алекстида изрекла молитва към богинята на домашното огнище – Хера, в която се помолила на богинята да закриля нейните деца. И преди да се оттегли в покоите си добродетелната господарка на Фера обиколила всички олтари на боговете. В последвалата сцена децата на царицата – син и дъщеря се присъединяват към страдащата си майка и оплакват трагичната съдба, Алкестида се сбогува с всички. И въпреки скръбните молитви на Адмет да не го оставя, Алкестида усеща наближаващата смърт. И не след дълго затваря очите си.
- Втори епизод започва с пристигането на Херакъл. В този епизод Херакъл желае Адмет да го посрещне като гост и да го нагости в двореца му. Но докато текът приготовленията за погребението на Алкестида, по заръка на самия Адмет жителите на Фера трябва да оплакват смъртта на царицата в продължение на осем месеца. Херакъл забелязал страданието в очите на царя на Фера се опитва да разбере причината за мъката му. Но получава само уклончив отговор. Адмет се проявява като истински гостоприемен и приема Херакъл в своя дом със заръката към слугите си да затворят вратите към женската част от двореца, за да може Херакъл да не чуе риданията на страдащите. Героят, обаче разбира от слуга за голямото нещастие и е решен да върне Алкестида на Адмет.

- В трети епизод Адмет разговаря със своя баща Ферес, дошъл да поднесе своите съболезнования на страдащия си син. Но Адмет се отрича от своята роднина и го обвинява в това, че не е пожертвал живота си вместо Алкестида. Адмет смята, че Пирей носи голяма вина, защото е позволил на една млада душа да отиде в царството на мъртвите, вместо той да я замени.

- Последният епизод е връщането на Алкестида след ожесточената битка между Херакъл и Танатос. Херакъл се спотаява в гробницата на Алкеста, където чака идването на Смъртта. След тежка битка, Херакъл успява да победи богът на Смъртта, връзва го и иска като откуп за неговото освобождаване да възвърне живота на Алкестида. Танатос се съгласил и така Херакъл успял да изведе Алкестида от царството на сенките. Той я съпровожда до дома на Адмет и я покрива с воал. Героят моли Адмет да я приюти в двореца си. Но Адмет отказва тъй като за него е тежко да вижда в дома си друга жена след смъртта на неговата любима. Въпреки това, настоятелният Херакъл успява да принуди Адмет да я въведе в своя дворец. След това Херакъл разкрива самоличността на мистериозната жена пред Адмет. Адмет невярващ на очите си узнава, че това не е сянката на съпругата му, а е самата тя.

- Екзод – напускане на хора: в края на третия епизод.